# Hidrofilide
Hidrofilidele sau boii de baltă (Hydrophilidae) este o familie de insecte coleoptere de apă dulce, dar unele specii sunt terestre și trăiesc în bălegarul vitelor mari. Forma exterioară se apropie de aceea a ditiscidelor, având conturul oval, capul lat și pronotul de formă trapezoidală. Au o talie de 1-40 mm lungime. Majoritatea au o linie în formă de Y pe vertex. Palpii maxilarului sunt de obicei mai lungi decât antenele, care la speciile acvatice au o funcție respiratorie. Antenele sunt compuse din 6-9 articole, măciucate și scurte, adesea mai scurte decât palpii. Tarsele, de obicei, pentamere, dar, uneori, cele mediane și cele posterioare sunt tetramere. La cele mai multe forme, tarsele posterioare sunt adaptate la înot. Înoată în apă mai bine decât ditiscidele, deși înotul lor seamănă mai mult a mers, mișcând picioarele alternativ. Abdomenul prezintă 5-7 sternite. Speciile acvatice sunt negre, convexe și lucioase. Femelele poartă ouăle sub abdomen într-un cocon mătăsos. Adulții sunt de obicei fitofagi; larvele sunt carnivore. Pentru respirație, adulții ies la suprafață unde, cu ajutorul unui sistem complicat de dispozitive păroase și cu ajutorul mișcării antenelor, introduc o cantitate de aer într-o cavitate de sub elitre, care servește ca rezervor de aer. De aici, aerul trece, după necesități, în stigmele din apropiere. Hidrofilidele mici se mulțumesc și cu bulele de oxigen elaborate de plante în procesul asimilației clorofiliene. Speciile terestre trăiesc în locuri umede și în bălegar și sunt adesea mai deschise la culoare decât cele acvatice. Sunt cunoscute circa 2000 de specii, fiind mai abundente în tropice. Printre speciile mai cunoscute în România se numără Hydrous piceus (boul de apă) și Hydrous aterrimus care sunt hidrofilide mari, de 32-40 mm, cu corpul negru cu reflexe măslinii și  Sphaeridium lunatum, de 4-7 mm, cu forma corpului circulară și convexă dorsal, care trăiește în baligă proaspătă.

## Specii din România

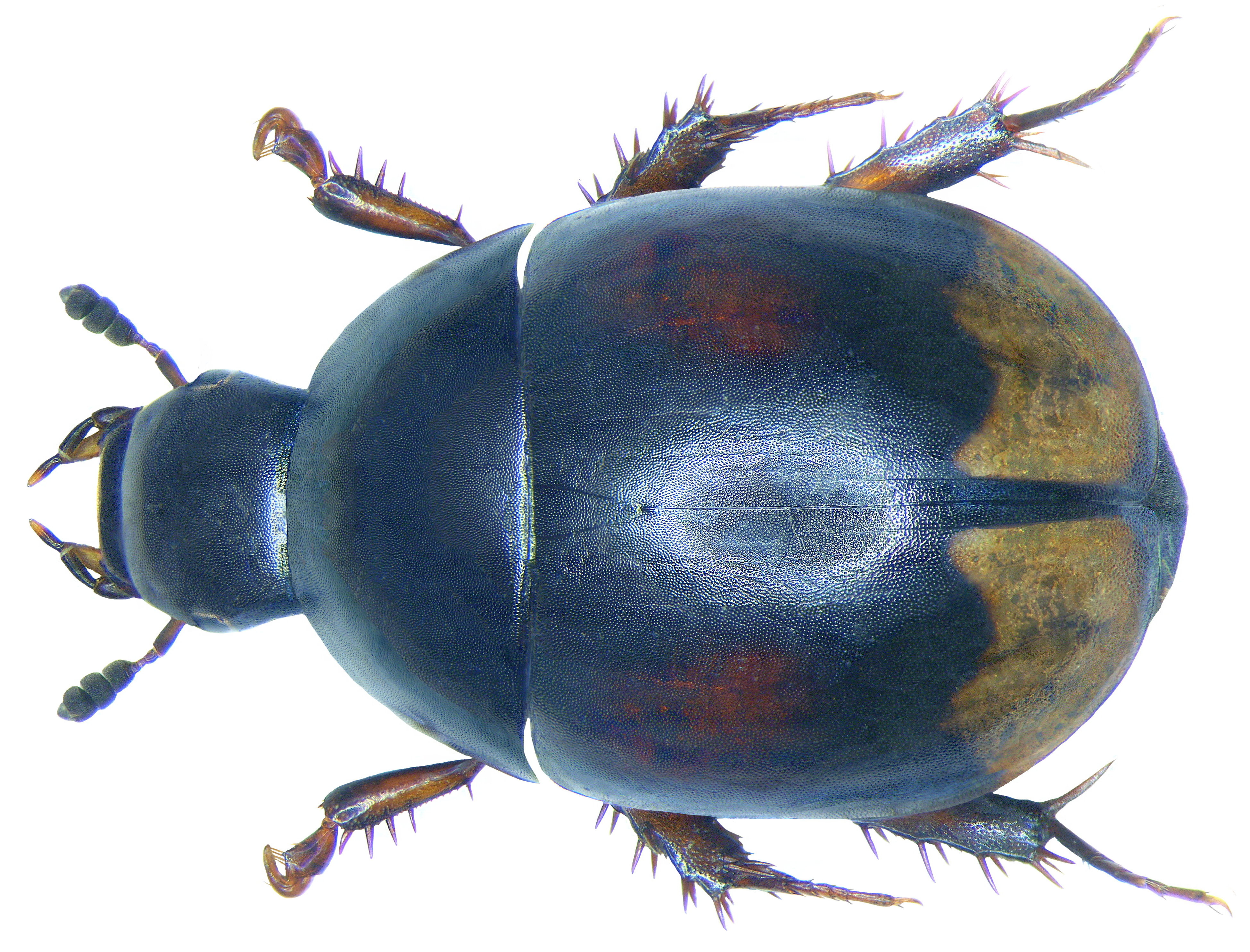
Sphaeridium lunatum

Printre speciile din România se numără:
- Cercyon
  - Cercyon haemorrhoidalis
  - Cercyon lateralis
  - Cercyon quisquilius
  - Cercyon ustulatus
- Chaetarthria
  - Chaetarthria seminulum
- Coelostoma
  - Coelostoma orbiculare
- Cryptopleurum
  - Cryptopleurum minutum
- Enochrus
  - Enochrus coarctatus
  - Enochrus testaceus
- Hydrobius
  - Hydrobius fuscipes
- Hydrochara
  - Hydrochara caraboides
  - Hydrochara flavipes
- Hydrophilus
  - Hydrophilus aterrimus
  - Hydrophilus piceus
- Laccobius
  - Laccobius minutus
- Limnoxenus
  - Limnoxenus niger
- Megasternum
  - Megasternum concinnum
- Sphaeridium
  - Sphaeridium lunatum
  - Sphaeridium substriatum

## Galerie
Specii de hidrofilide din România 

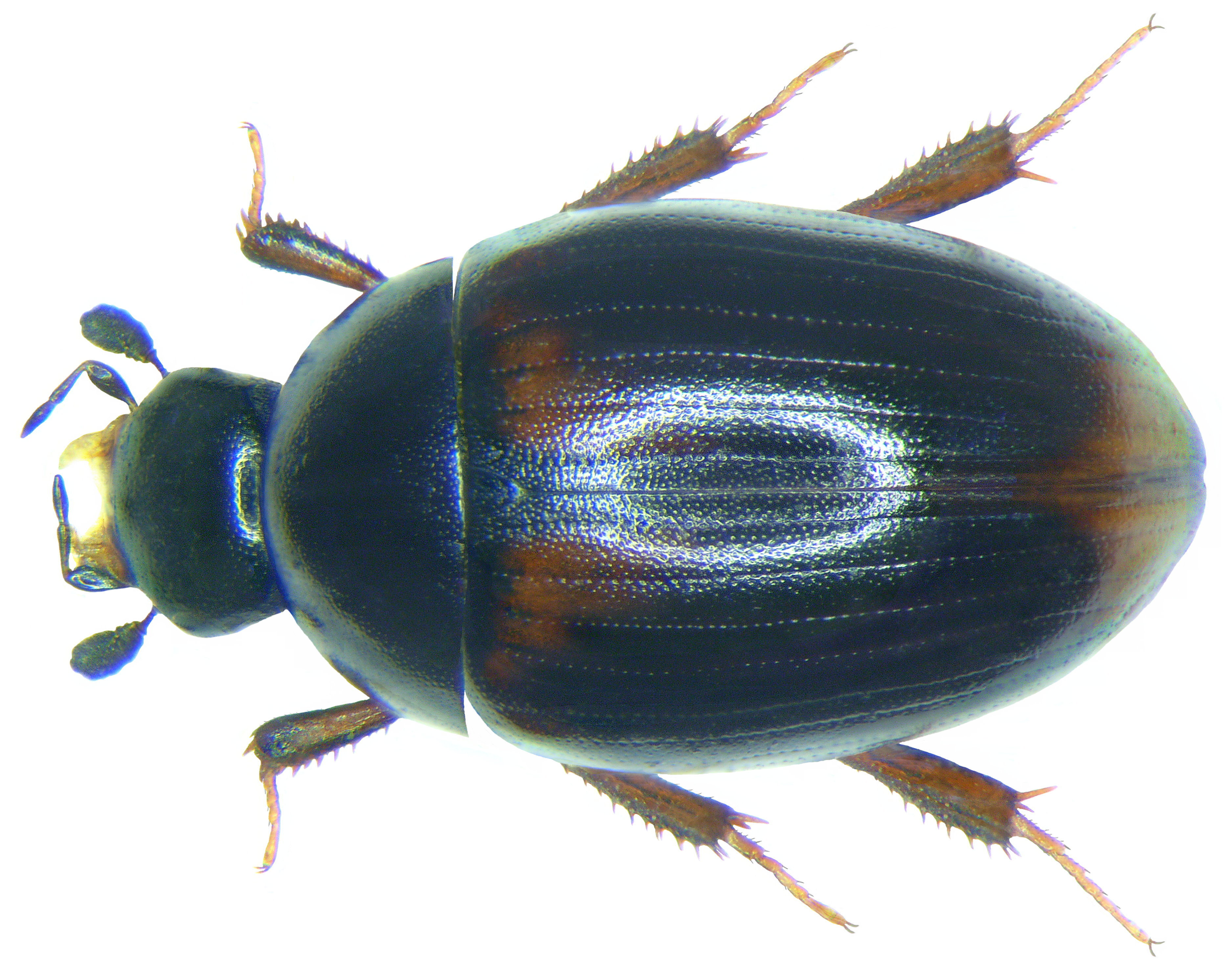
Cercyon haemorrhoidalis
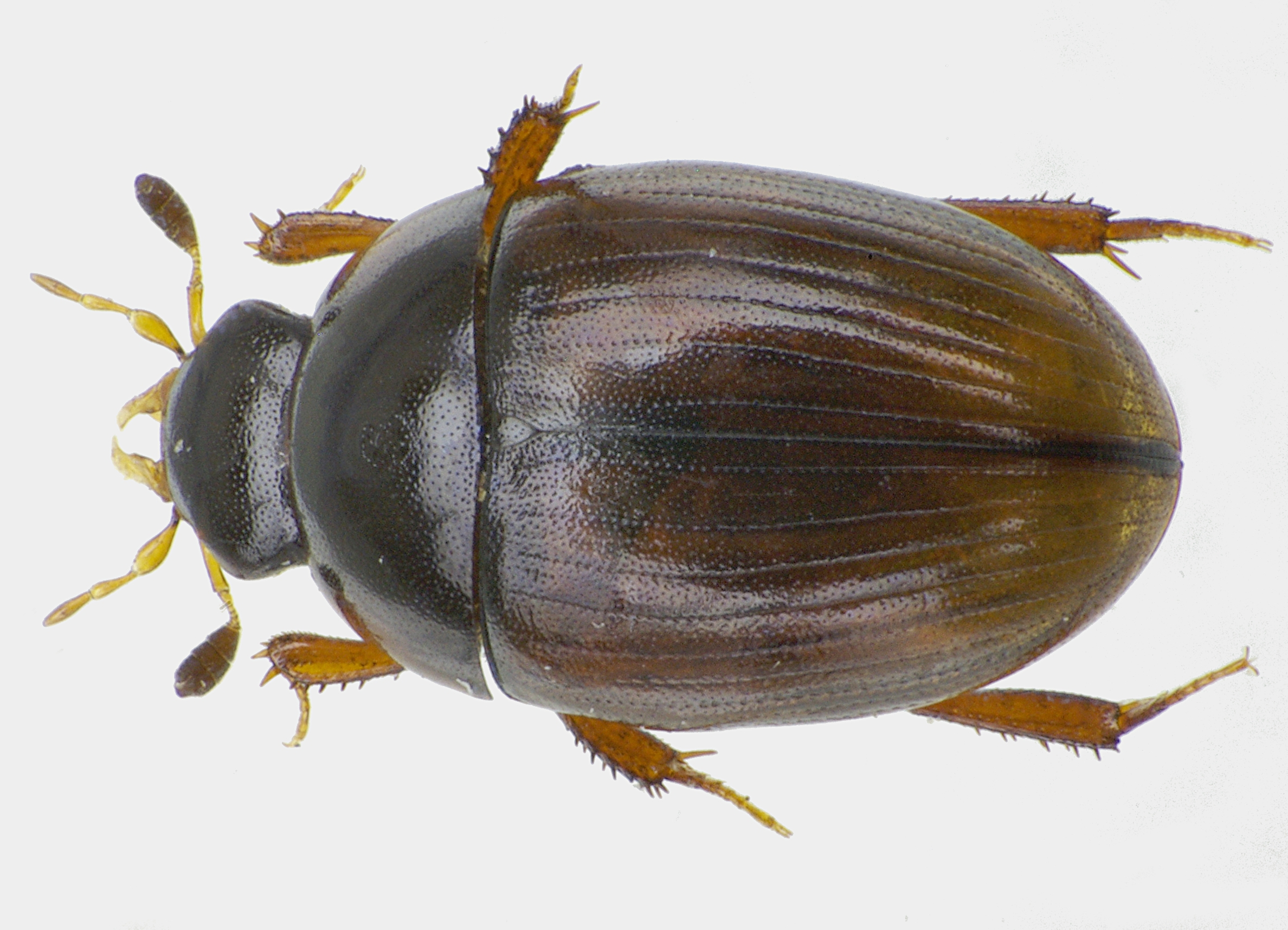
Cercyon lateralis
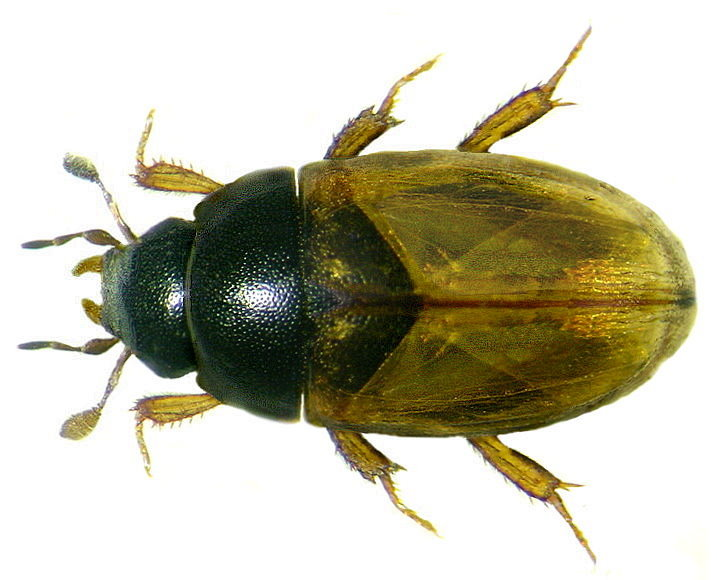
Cercyon quisquilius
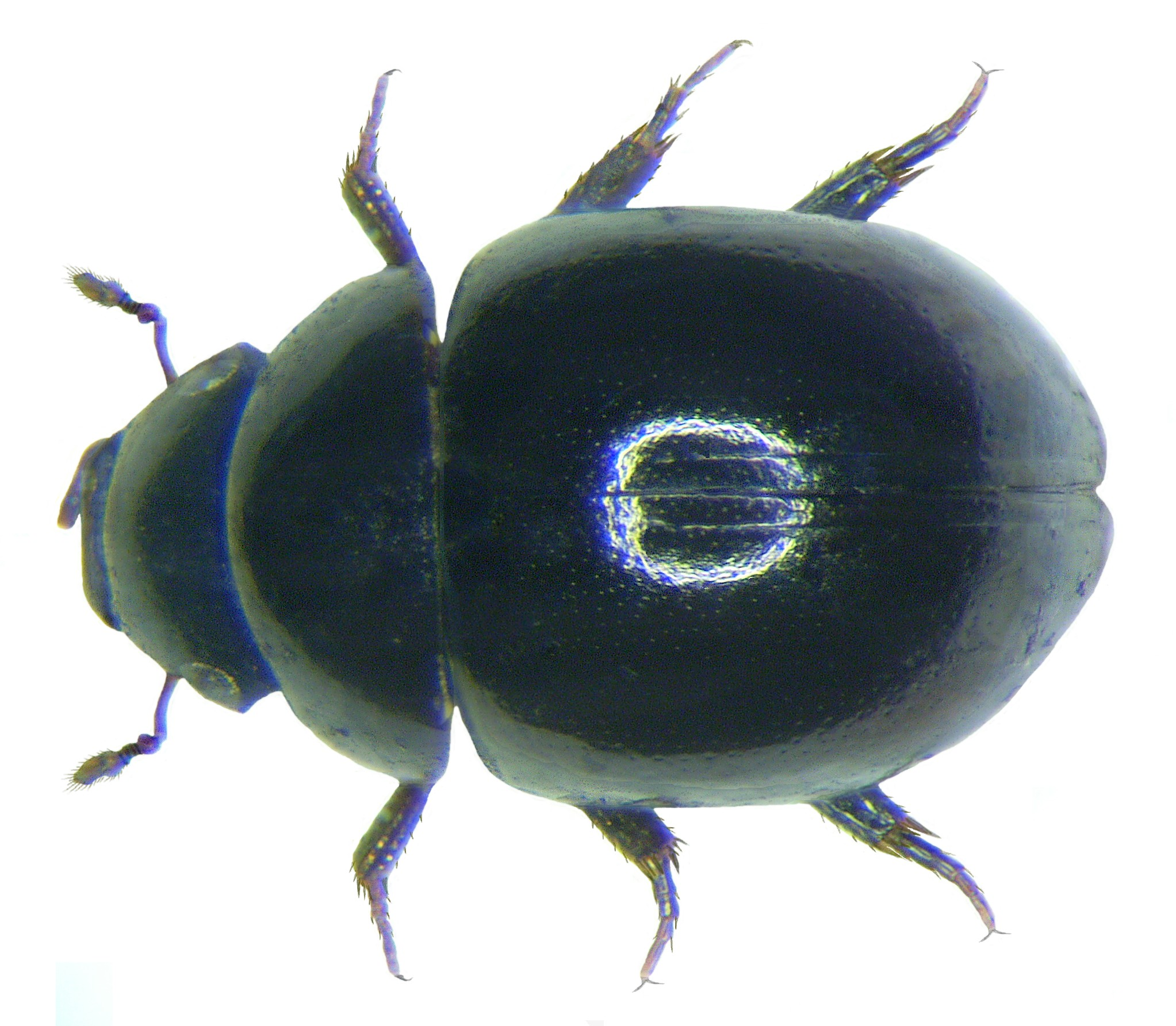
Chaetarthria seminulum
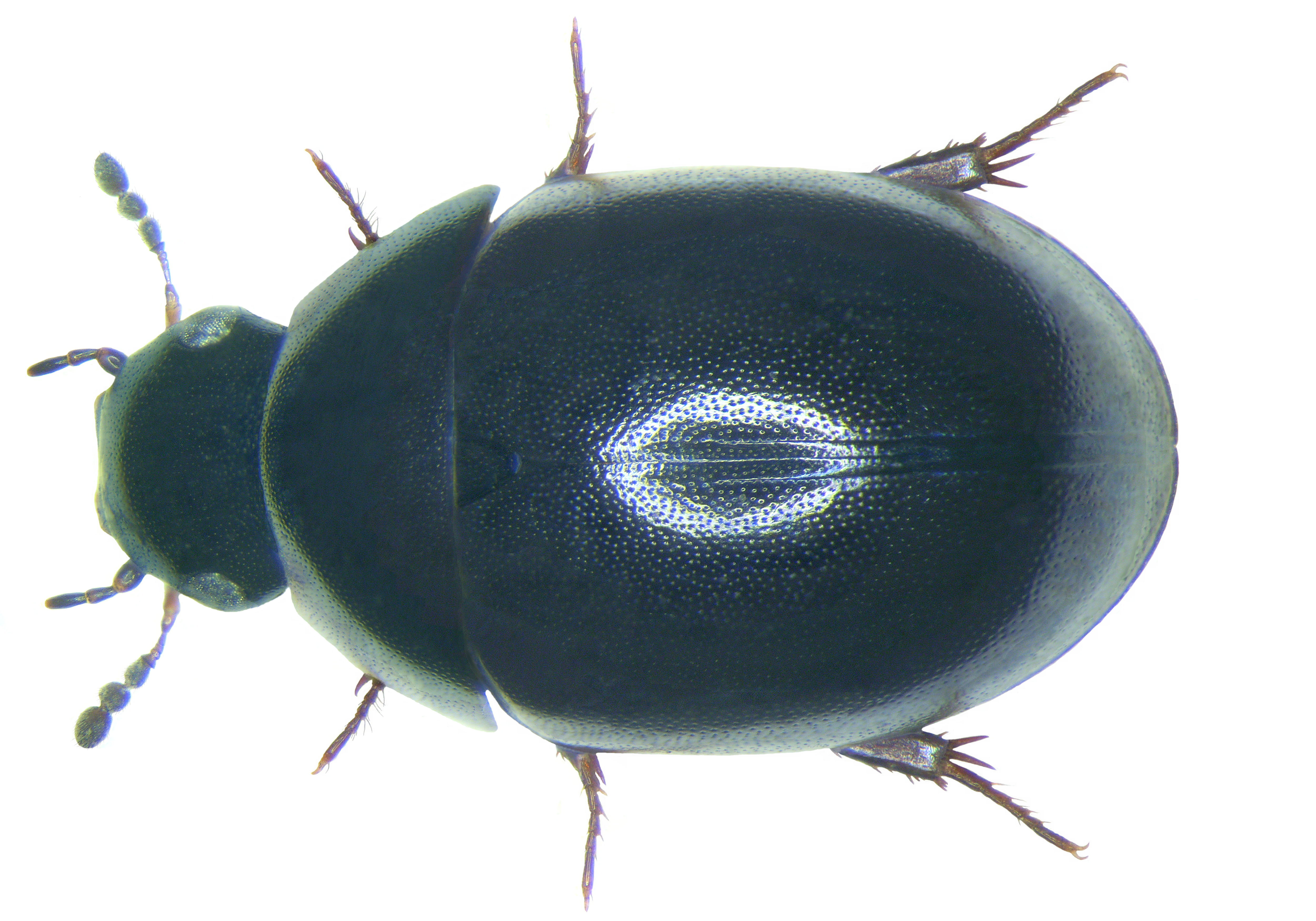
Coelostoma orbiculare
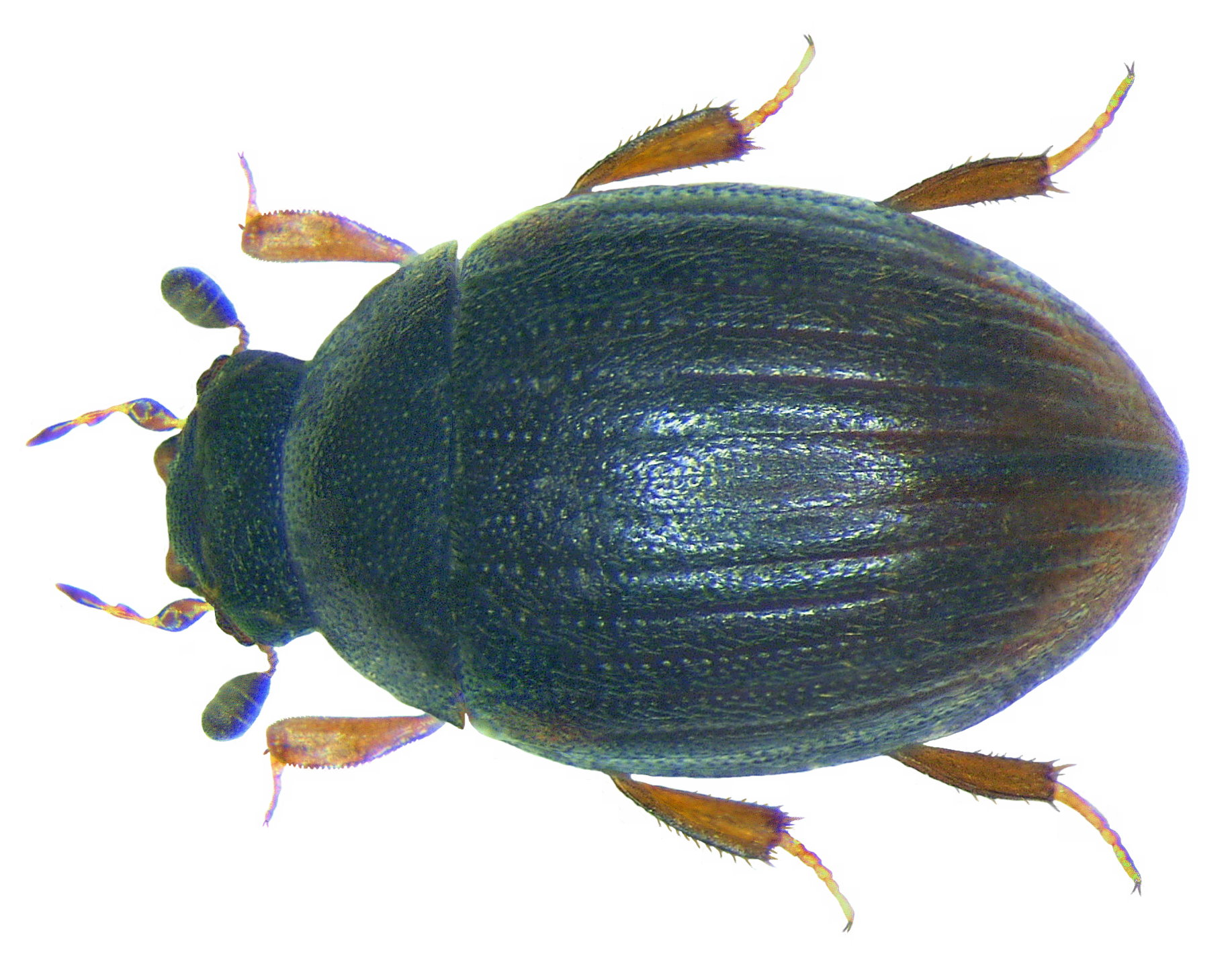
Cryptopleurum minutum
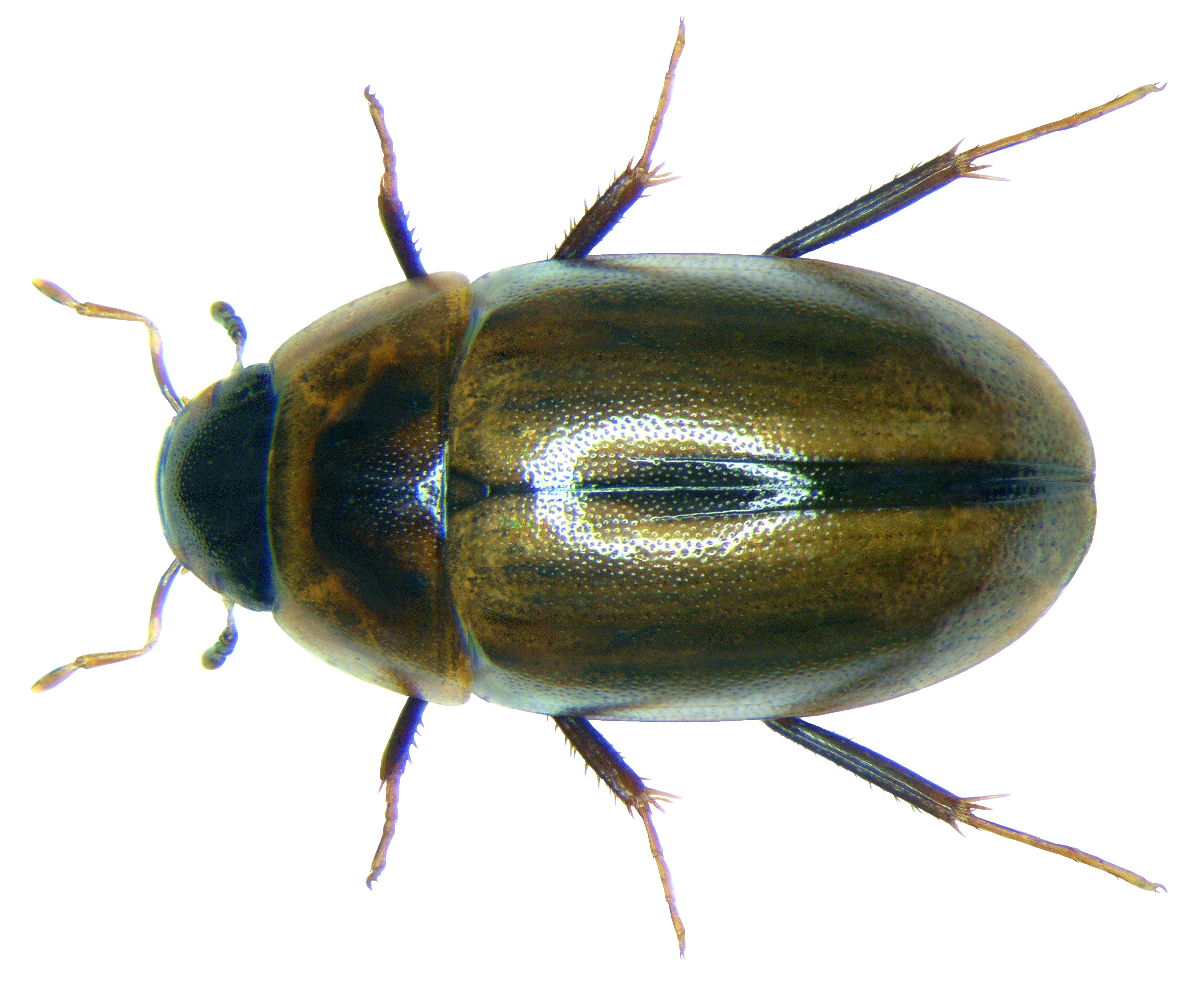
Enochrus coarctatus
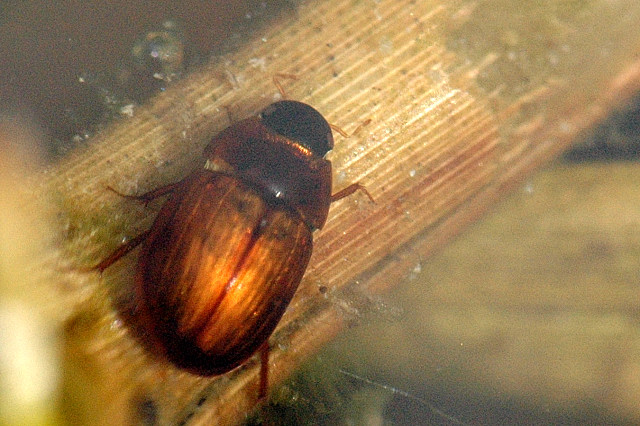
Enochrus testaceus
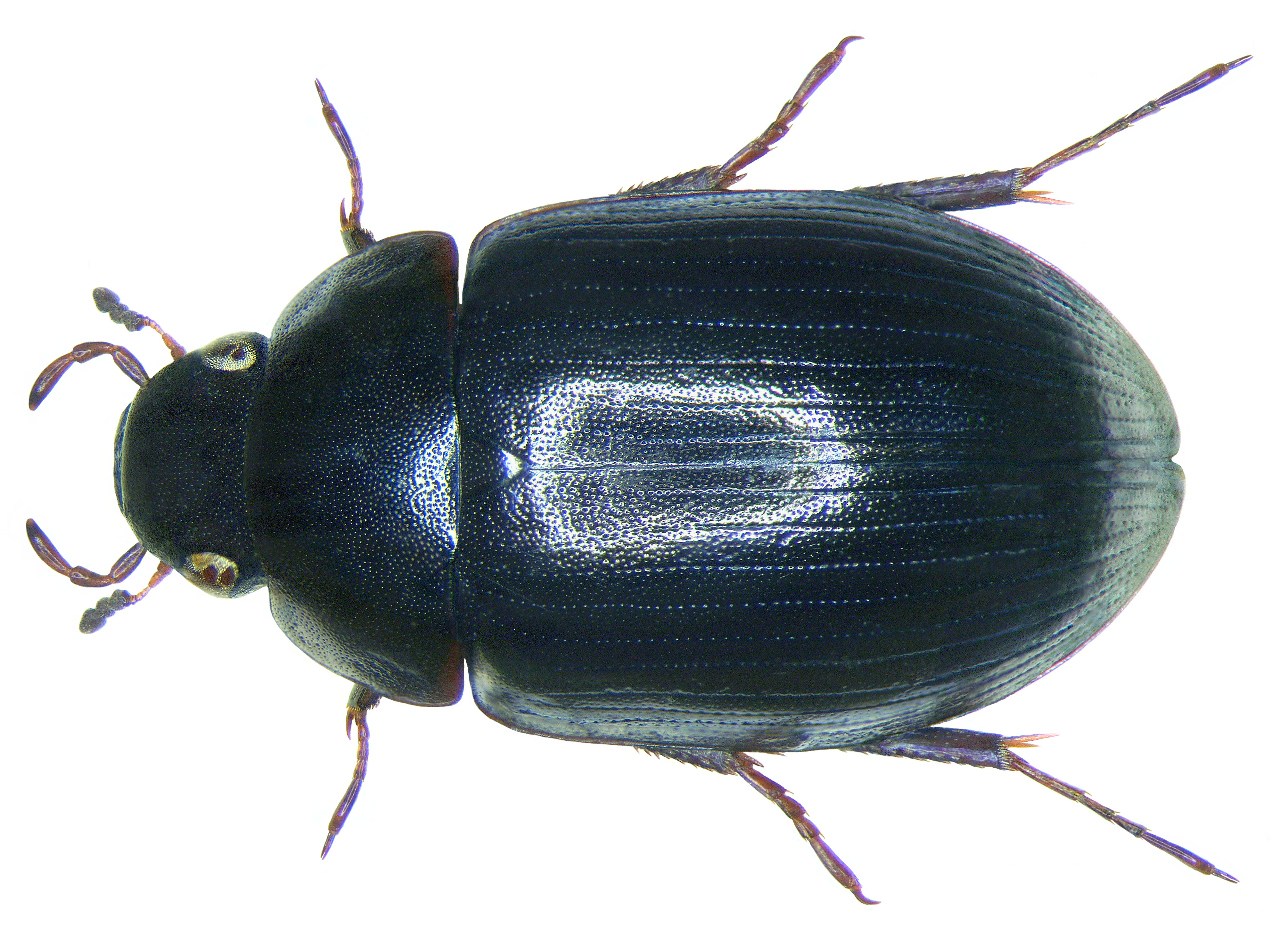
Hydrobius fuscipes
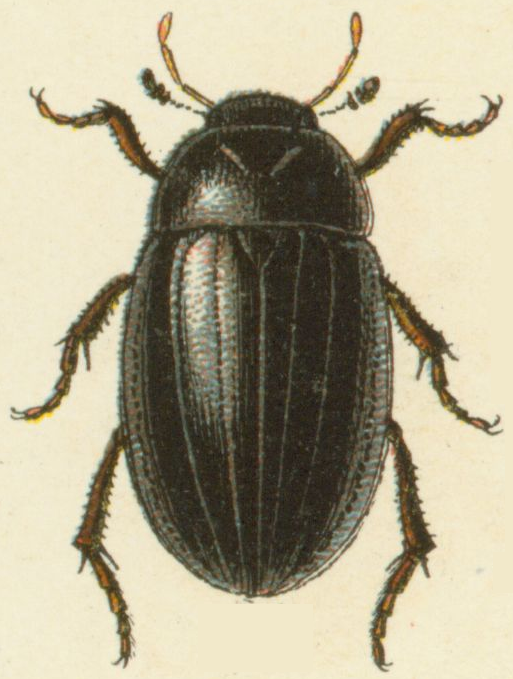
Hydrochara caraboides
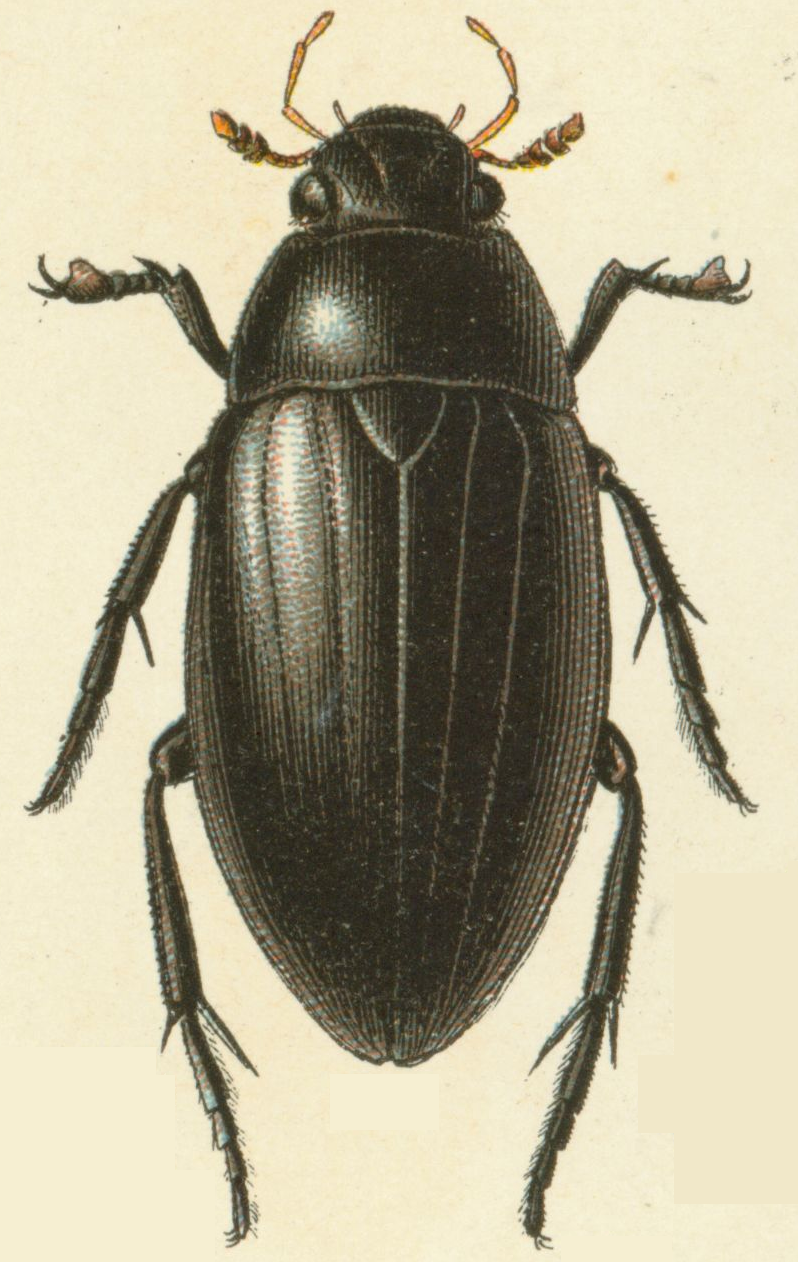
Hydrophilus aterrimus
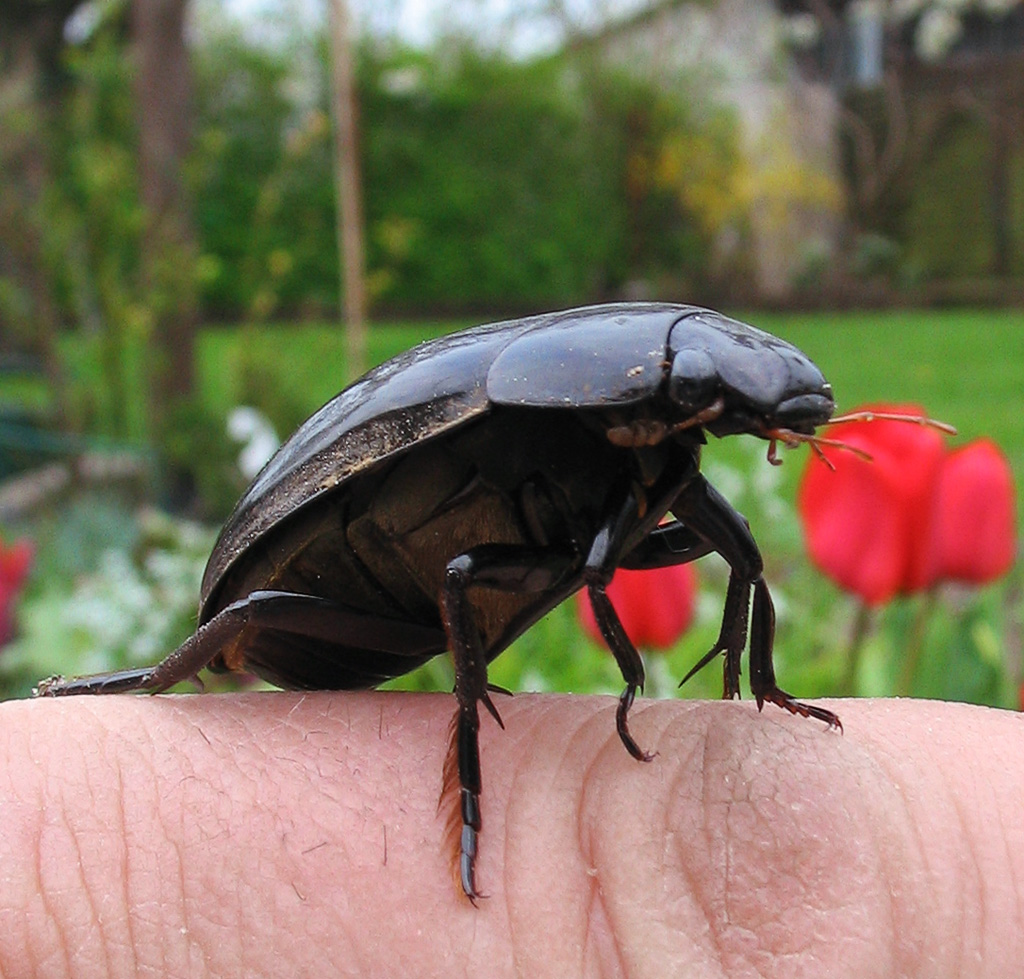
Hydrous piceus
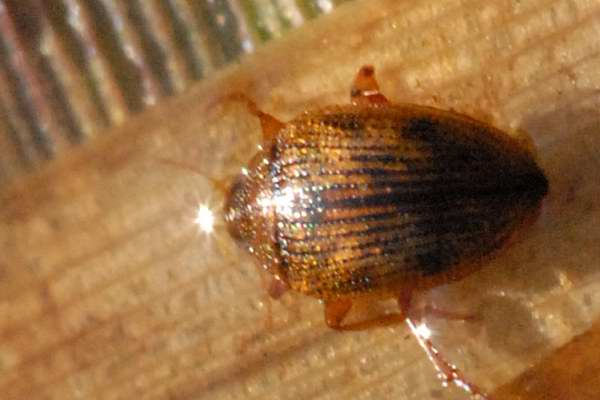
Laccobius minutus
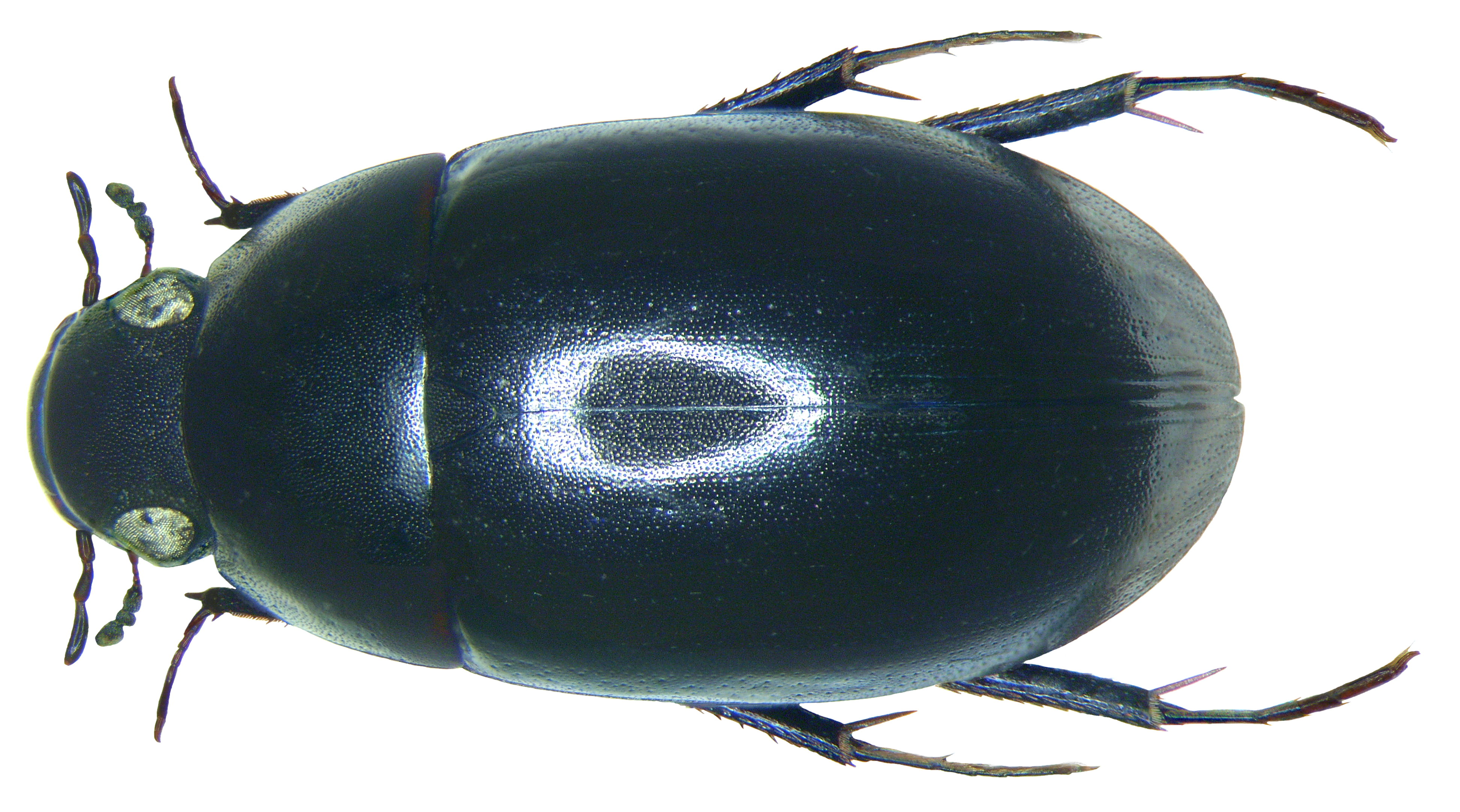
Limnoxenus niger
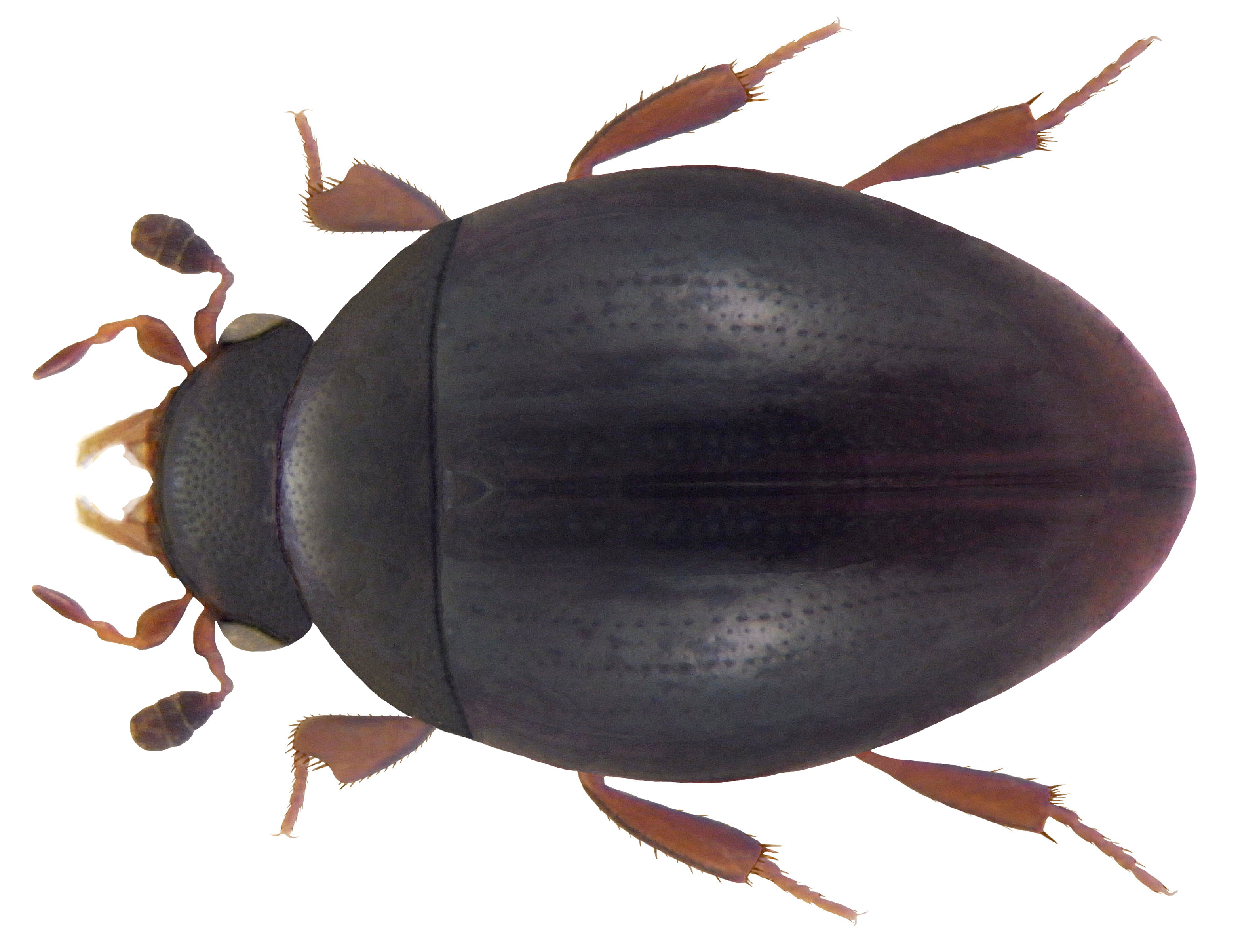
Megasternum concinnum